# Wyszki (Bystrzyca Kłodzka)

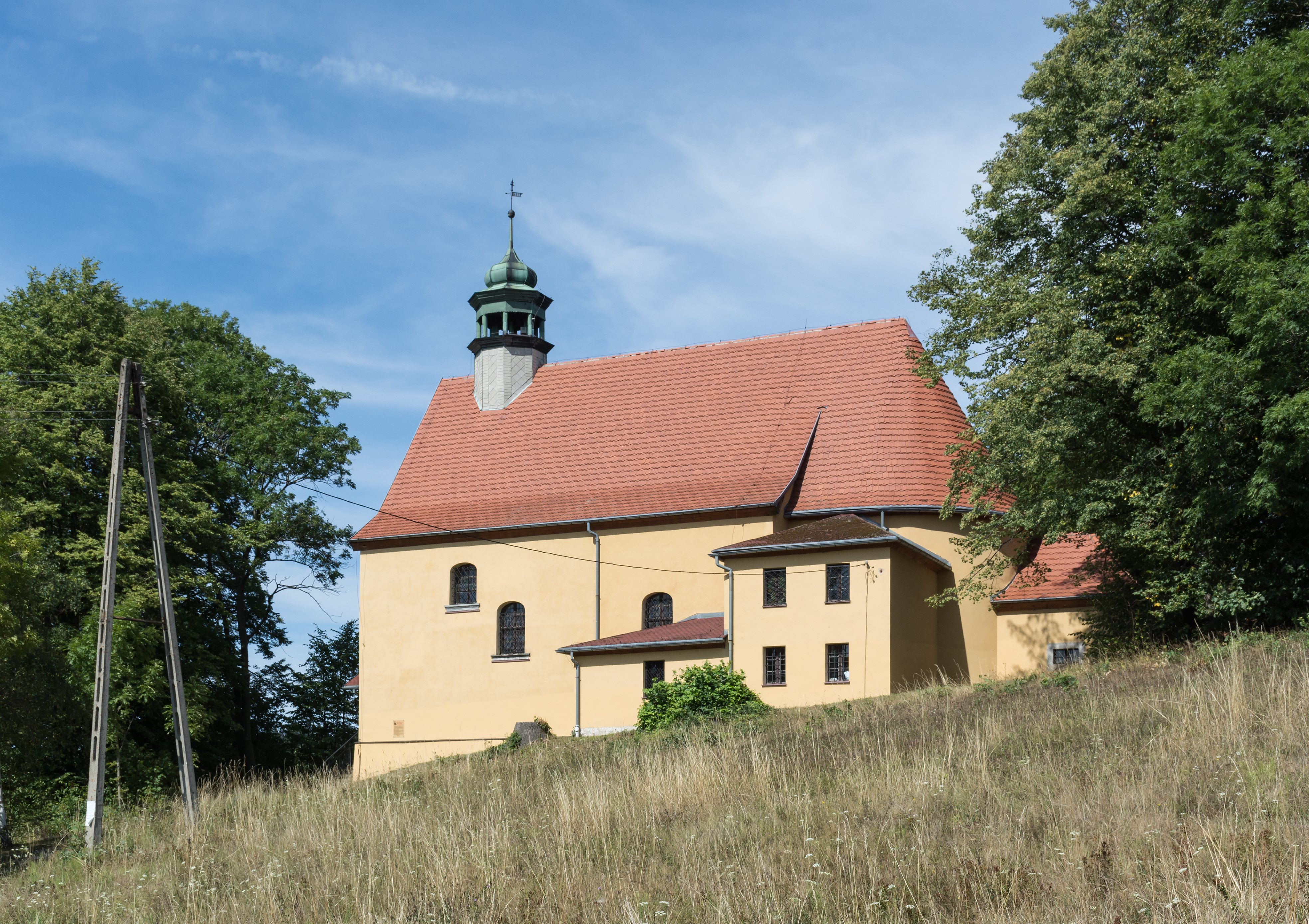
Kirche Johannes der Täufer

Wyszki [ˈvɨʂkʲi] (deutsch: Hohndorf) ist ein Ort in der Stadt- und Landgemeinde Bystrzyca Kłodzka (Habelschwerdt) im Powiat Kłodzki der Woiwodschaft Niederschlesien in Polen. Es liegt fünf Kilometer südwestlich von Bystrzyca Kłodzka (Habelschwerdt).

## Geographie
Wyszki liegt in einem Taleinschnitt am östlichen Hang des Habelschwerdter Gebirges. Südwestlich liegt der 965 m hohe Kohlberg (polnisch Sasanka), nordwestlich die 598 m hohe Maderkuppe (Łyson). Nachbarorte sind Stara Bystrzyca (Alt Weistritz) im Norden, Bystrzyca Kłodzka im Nordosten, Długopole Dolne (Nieder Langenau) und Ponikwa (Verlorenwasser) im Südosten und Spalona (Brand) sowie Nowa Bystrzyca (Neu Weistritz) im Nordwesten. 1,5 km westlich von Wyszki verläuft die Woiwodschaftsstraße 389 von Duszniki-Zdrój (Bad Reinerz) nach Międzylesie (Mittelwalde).

## Geschichte
Hohndorf wurde erstmals 1348 als „Hodorf“ erwähnt. Weitere Schreibweisen waren Hoyndorf (1350), Hoendorf (1412) und ab 1560 Hohndorf. Es gehörte von Anfang an zum Glatzer Land und war im 16. Jahrhundert zum Moschenhof in Arnsdorf/Grafenort untertänig. Dessen letzter Besitzer aus der Familie Moschen war ab 1583 Hans von Moschen. Er war ab 1602  Amtsverwalter und ab 1615 Landesältester der Grafschaft Glatz. 1618 stand er auf Seiten der Aufständischen, weshalb ihn 1619 die Glatzer Stände als Deputierten nach Prag entsandten. Nach der Rückeroberung der Grafschaft Glatz durch die Kaiserlichen 1622/23 wurden seine Güter vom böhmischen Landesherrn Ferdinand II. konfisziert. Obwohl Hans von Moschen Anfang 1623 verstarb, mussten sein Sohn Maximilian und dessen Schwestern Rosina, Susanna und Maria die ererbten väterlichen Güter in Arnsdorf und Hohndorf verlassen. Den konfiszierten Moschenhof sowie den Ratschinschen Schlosshof mit den jeweils zugehörigen Dorfschaften erwarb 1624 der spätere Glatzer Landeshauptmann Johann Arbogast von Annenberg. Durch Heirat gelangten dessen Besitzungen 1651 an Johann Friedrich von Herberstein, der die zu leistenden Frondienste verschärfte. Aus den erlangten Besitzungen bildete er die Herrschaft Grafenort, zu der auch Hohndorf gehörte. Mit Genehmigung des Landesherrn wandelte er die Herrschaft zu einem Majorat um.
Nach dem Ersten Schlesischen Krieg 1742 und endgültig mit dem Hubertusburger Frieden 1763 fiel Hohndorf zusammen mit der Grafschaft Glatz an Preußen. Nach der Neugliederung Preußens gehörte es ab 1815 zur Provinz Schlesien und war zunächst dem Landkreis Glatz und ab 1818 dem neu geschaffenen Landkreis Habelschwerdt eingegliedert, mit dem es bis 1945 verbunden blieb. Ab 1874 gehörte die Landgemeinde Hohndorf zum Amtsbezirk Nieder Langenau. 1939 wurden 341 Einwohner gezählt.
Als Folge des Zweiten Weltkriegs fiel Hohndorf 1945 mit dem größten Teil Schlesiens an Polen und wurde in Wyszki umbenannt. Die deutsche Bevölkerung wurde vertrieben. Die neu angesiedelten Bewohner waren teilweise Zwangsumgesiedelte aus Ostpolen, das an die Sowjetunion gefallen war. Nachfolgend nahm die Zahl der Einwohner deutlich ab und betrug in den 1990er Jahren rund 30 % der Einwohnerzahl von 1939. Dadurch wurden zahlreiche Häuser und Gehöfte dem Verfall preisgegeben. Ab 1945 gehörte Wyszki zum Powiat Bystrzycki (Habelschwerdt) der 1975 aufgelöst wurde. 1975 kam es an die neu gebildete Woiwodschaft Wałbrzych (Waldenburg), die bis 1998 bestand.

## Sehenswürdigkeiten
- Die Kirche mit dem Patrozinium des hl. Johannes der Täufer wurde im 18. Jahrhundert als Begräbniskirche errichtet. Im geschnitzten Hauptaltar befindet sich das Bild des Kirchenpatrons. Es ist von einem Rankenwerk mit Engeln und Medaillons umgeben. Das in der Kirche befindliche Wappenschild der Familie von Herberstein wurde unmittelbar nach 1945 mit dem Polnischen Adler übermalt. In den 1990er Jahren wurde die Übermalung beseitigt[3].

## Persönlichkeiten
- Robert Karger (1874–1946), glätzisch-schlesischer Dialektdichter